# فرودگاه شهری اوماتیلا
فرودگاه شهری اوماتیلا (به انگلیسی: Umatilla Municipal Airport)  یک فرودگاه همگانی   است که یک باند فرود آسفالت دارد و طول باند آن ۶۹۸ متر است. این فرودگاه در  کشور ایالات متحده آمریکا قرار دارد و در ارتفاع ۳۳ متری از سطح دریا واقع شده است.